# 雅科布森海岬
74°2′S 113°35′W / 74.033°S 113.583°W
雅科布森海岬（英語：Jacobsen Head）是南極洲的海岬，位於瑪麗伯德地，是馬丁半島中斯利希特半島的東北端，該海灣根據美國海軍的空中照片被繪入地圖，現時由南極條約體系管理。